# 차드의 코로나19 범유행
다음은 차드의 코로나19 범유행에 대한 글이다.

## 연혁

### 3월
3월 19일, 차드는 두알라에서 비행기를 타고 온 모로코 승객의 첫 번째 사례를 보고했다.

## 반응
은자메나에서는 학교와 술집, 식당이 문을 닫았다. 건물 폐쇄를 명령하기 위해 경찰의 순찰이 강화되었으며, 50명 이상의 집회 금지가 있다. 예배 장소와 모스크도 문을 닫아 두어야 한다. 정부는 예방 조치르 화물편을 제외한 모든 항공편을 취소했다.

## 같이 보기
- 아프리카의 코로나19 범유행
- 나라별 코로나19 범유행